# كاميرون دي
كاميرون دي (بالإنجليزية: Cameron Dye)‏ هو ممثل أمريكي، ولد في 13 ديسمبر 1959 في نيو أورلينز في الولايات المتحدة.

## أعمال

### أفلام
- (1983) فتاة الوادي

### مسلسلات
- بدلتا عند الولادة
- جاغ
- ذا منتاليست
- كولد كيس

## وصلات خارجية
- كاميرون دي على موقع IMDb (الإنجليزية)
- كاميرون دي على موقع ألو سيني (الفرنسية)
- كاميرون دي على موقع أول موفي (الإنجليزية)
- كاميرون دي على موقع قاعدة بيانات الأفلام السويدية (السويدية)
- كاميرون دي على موقع إن إن دي بي (الإنجليزية)
- كاميرون دي على موقع قاعدة بيانات الفيلم (الإنجليزية)
- كاميرون دي على موقع كينوبويسك (الروسية)